# Komet Kowal-LINEAR
Komet Kowal-LINEAR ali 158P/Kowal-LINEAR je periodični komet z obhodno dobo okoli 10,3 let.
.
 Komet pripada Jupitrovi družini kometov . 

## Odkritje[4]
Komet je 24. julija 1979 odkril ameriški astronom Charles Thomas Kowal na Observatoriju Palomar v Kaliforniji, ZDA. Leta 2001 so komet našli tudi v okviru projekta LINEAR, kjer so najprej mislili, da so odkrili nov asteroid. Šele leta 2003 je Gleason na Observatoriju Kitt Peak v Arizoni, ZDA opazil, da ima najdeno telo tudi komo in rep. Pozneje so ugotovili, da je v resnici to komet iz leta 1979.